# برکنر (دهانه)
برکنر یک دهانه برخوردی در ماه‌ است.

## دهانه‌های اقماری
این دهانه ۳ دهانه اقماری دارد.
| Berkner | عرض جغرافیایی | طول جغرافیایی | قطر          |
| ------- | ------------- | ------------- | ------------ |
| A       | ۲۷.۶° N       | ۱۰۴.۸° W      | ۲۲.۰ کیلومتر |
| Y       | ۲۷.۸° N       | ۱۰۶.۲° W      | ۳۱.۰ کیلومتر |
| B       | ۲۹.۳° N       | ۱۰۴.۱° W      | ۳۳.۰ کیلومتر |